# Léo Bonatini
Leonardo "Léo" Bonatini Lohner Maia (Belo Horizonte, 28 de março de 1994) é um futebolista profissional brasileiro que atua como atacante. Atualmente joga pelo Atlético San Luis, do México.

## Carreira
Léo Bonatini começou a carreira na base do Cruzeiro.
Em 2019 , Vitória Sport Clube anunciou a sua contratação por empréstimo de 1 temporada , sem opção de compra.
No dia 25 de Junho de 2020 , o Vitória Sport Clube anunciou que este iria regressar ao Wolverhampton Wanderers Football Club , no final da temporada .

## Títulos
Wolverhampton Wanderers
- EFL Championship: 2017–18[2]